# 鉄道員 (1956年の映画)
『鉄道員』（てつどういん、Il Ferroviere）は、1956年のイタリアのドラマ映画。モノクロ作品。
監督・主演はピエトロ・ジェルミ、共演はエドアルド・ネヴォラとルイザ・デラ・ノーチェなど。
第二次世界大戦後のイタリアに生きる庶民の喜怒哀楽を、ある1人の初老の鉄道機関士の姿とその幼い息子の目を通して描いた映画史に残る作品である。

## ストーリー
鉄道機関士アンドレアは30余年を鉄道一筋に生きてきた男、幼い末っ子サンドロの誇りだった。だが、長男マルチェロや長女ジュリアからは、その厳格な性格が嫌われていた。
ある日、アンドレアの運転する列車に若者が投身自殺をする。しかもアンドレアは、そのショックにより赤信号を見すごし、列車の衝突事故を起こしかけ、左遷されてしまう。
アンドレアは、ストライキを計画中だった労働組合に不満を訴えるが、とり上げられることはなく、酒に溺れ始める。
その頃、流産し夫婦仲が悪くなっていたジュリアの不倫が原因でマルチェロは父と口論となり家を出ていく。
職場ではストライキが決行されたが、アンドレアは機関車を運転し、スト破りをする。
アンドレアは友人達からも孤立し、家にも帰らぬようになる。
末っ子サンドロは酒場をめぐって父を探し出し、以前に父が友人たちとギターを弾いて歌った酒場に連れ出す。
旧友たちは再びアンドレアを温かく迎え入れる。そして、家族との和解の兆しも見えてくる。
しかし、すでに彼の体は弱り切っており、家族や友人たちとの幸せなクリスマスパーティを終えた夜にベッドでギターを弾き（セレナーデ）ながら息をひきとる。

## キャスト
| 役名                   | 俳優                   | 日本語吹替                     | 日本語吹替 | 日本語吹替                                                            |
| 役名                   | 俳優                   | NET旧版                        | NET新版 | TBS版                                                                 |
| ---------------------- | ---------------------- | ------------------------------ | --- | --------------------------------------------------------------------- |
| アンドレア・マルコッチ | ピエトロ・ジェルミ     | 加藤和夫                       | 加藤和夫 | 神田隆                                                                |
| サラ・マルコッチ       | ルイザ・デラ・ノーチェ | 麻生美代子                     | 瀬能礼子 | 前田敏子                                                              |
| ジュリア・マルコッチ   | シルヴァ・コシナ       | 栗葉子                         | 北島マヤ | 榊原良子                                                              |
| ジジ・リヴェラーニ     | サロ・ウルツィ         | 高木均                         | 富田耕生 | 神山卓三                                                              |
| レナート・ボルギ       | カルロ・ジュフレ       | 江角英明                       | 納谷六朗 | 安原義人                                                              |
| サンドロ・マルコッチ   | エドアルド・ネヴォラ   | 三輪勝恵                       | 内海敏彦 | 鈴木一輝                                                              |
| マルチェロ・マルコッチ | レナート・スペツィアリ | 西沢利明                       | 石丸博也 | 大塚芳忠                                                              |
| 以下はノンクレジット   |                        |                                | |                                                                       |
| ソル・ウーゴ           | アメデオ・トリリ       |                                | 今西正男 |                                                                       |
| 不明 その他            | N/A                    |                                | 緑川稔 村松康雄 上田敏也 大木民夫 横沢啓子 鈴木れい子 峰あつ子 国坂伸 仲木隆司 北村弘一 大見川高行 岡村勝 山田礼子 野島昭生 松田辰也 | 村松康雄 稲葉実 広瀬正志 加藤正之 野本礼三 秋元羊介 島香裕 鈴木れい子 |
| 日本語版スタッフ       |                        |                                | |                                                                       |
| 演出                   | 演出                   |                                | 山田悦司 | 水本完                                                                |
| 翻訳                   | 翻訳                   |                                | 古賀牧彦 | 宇津木道子                                                            |
| 効果                   | 効果                   |                                | 赤塚不二夫 PAG |                                                                       |
| 調整                   | 調整                   |                                | 山田太平 |                                                                       |
| 制作                   | 制作                   |                                | ザック・プロモーション | ザック・プロモーション                                                |
| 解説                   | 解説                   | 淀川長治                       | 淀川長治 | N/A                                                                   |
| 初回放送               | 初回放送               | 1969年2月23日 『日曜洋画劇場』 | 1976年11月14日 『日曜洋画劇場』 21:00-22:56 正味94分52秒                                                                             | 1984年6月16日 『名作洋画ノーカット10週』                              |

## 受賞
- カンヌ国際映画祭 国際カトリック映画事務局賞